# (73734) 1993 OT12
(73734) 1993 OT12 – planetoida z pasa głównego asteroid okrążająca Słońce w ciągu 4,48 lat w średniej odległości 2,71 j.a. Odkryta 19 lipca 1993 roku.